# Gaddi Aguirre
Gaddi Aguirre Ledesma (Guadalajara, Jalisco, México. 31 de marzo de 1996) es un futbolista mexicano, juega de defensa central o lateral izquierdo y actualmente es jugador del Atlas F. C. de la Liga MX.

## Trayectoria
Debutó con el Atlas Futbol Club en el torneo Clausura 2016 en el partido contra el Deportivo Toluca Futbol Club.

## Clubes
| Club                       | País   | Año             |
| -------------------------- | ------ | --------------- |
| Atlas Fútbol Club          | México | 2016 - 2018     |
| Tampico Madero Futbol Club | México | 2019 - 2020     |
| Atlas Fútbol Club          | México | 2021 - Presente |